# Selenops mexicanus
Selenops mexicanus is een spinnensoort in de taxonomische indeling van de Selenopidae.
Het dier komt van Mexico tot in het noorden van Zuid-Amerika en op de Galapagos Eilanden.
Het dier behoort tot het geslacht Selenops. De wetenschappelijke naam van de soort werd voor het eerst geldig gepubliceerd in 1880 door Eugen von Keyserling.